# Epicharis analis
Epicharis analis är en biart som beskrevs av Amédée Louis Michel Lepeletier 1841. Epicharis analis ingår i släktet Epicharis och familjen långtungebin. Inga underarter finns listade i Catalogue of Life.